# The Gathering (zespół muzyczny)
The Gathering – holenderski zespół muzyczny, który był pionierem gothic metalu i jednym z prekursorów tego gatunku. Jako jeden z pierwszych zespołów doom-metalowych dołączył damski wokal do męskiego growlingu. Obecnie zespół tworzy muzykę w klimacie trip rocka z elementami rocka progresywnego i atmosferycznego, który ma jeszcze większe powodzenie wśród odbiorców.
Nazwa zespołu została zaczerpnięta z filmu Nieśmiertelny z Christopherem Lambertem w roli głównej. Zgromadzenie (ang. gathering) oznaczało zebranie się wszystkich nieśmiertelnych pozostałych przy życiu w jednym miejscu.
Zespół początkowo grał muzykę określaną jako doom metal z wpływami Death metalu. Zespół nie radził sobie zbyt dobrze, dopiero w 1994 kiedy do zespołu dołączyła Anneke van Giersbergen, z nową wytwórnią (Century Media Records) znowu zaczął być bardziej popularny, zmienił także rodzaj granej muzyki na alternatywny i progresywny rock.
Bart Smits po odejściu z The Gathering założył zespół Wish, działający w latach 1993-2003, następnie został wokalistą w zespole Lindane. Niels Duffhuës występuje solo i wykonuje muzykę opartą głównie na brzmieniu gitary akustycznej i pianina.
5 czerwca 2007 roku Anneke van Giersbergen ogłosiła, że założyła zespół Agua De Annique i w związku z tym postanawia opuścić dotychczasową grupę. Jej ostatni planowany występ odbył się 4 sierpnia 2007 na festivalu Ankkarock w Finlandii.
Po odejściu Anneke van Giersbergen zespół rozpoczął pracę nad nowymi piosenkami oraz nad znalezieniem nowej wokalistki. Kolejną wokalistką the Gathering została pochodząca z Norwegii Silje Wergeland. Silje była wokalistką norweskiego zespołu Octavia Sperati przez 8 lat, wliczając kilka innych projektów.
17 stycznia 2014 zespół ogłosił zawieszenie działalności i odejście basistki Marjolein Kooijman. W 2018 zespół wznowił działalność.

## Muzycy

### Obecny skład zespołu
- Silje Wergeland – śpiew (2009–2014; 2018–)
- Rene Rutten – gitara (1989–2014; 2018–)
- Frank Boeijen – instrumenty klawiszowe (1990–2014; 2018–)
- Hans Rutten – perkusja (1989–2014; 2018–)
- Hugo Prinsen Geerling – gitara basowa (1989–2004; 2014; 2018–)

### Byli członkowie zespołu
- Marjolein Kooijman – gitara basowa (2004–2014)

- Anneke van Giersbergen – śpiew, gitara (1994–2007)
- Jelmer Wiersma – gitara (1989–1998)
- Niels Duffhuës – śpiew, gitara (1993–1994)
- Martine van Loon – śpiew (1993–1994)
- Bart Smits – śpiew (1989–1993)
- Marike Groot – śpiew (1992–1993)

## Dyskografia

### Płyty studyjne
| 1992                           | Always... - Data: 1992 - Wydawca: Foundation 2000                                | –  | –  | –  | –  |
| 1993                           | Almost a Dance - Data: 1993 - Wydawca: Foundation 2000                           | –  | –  | –  | –  |
| 1995                           | Mandylion - Data: 22 sierpnia 1995 - Wydawca: Century Media Records              | 20 | –  | –  | –  |
| 1997                           | Nighttime Birds - Data: 6 czerwca 1997 - Wydawca: Century Media Records          | 12 | –  | 80 | 32 |
| 1998                           | How to Measure a Planet? - Data: 9 grudnia 1998 - Wydawca: Century Media Records | 45 | –  | 99 | –  |
| 2000                           | if then else - Data: 25 lipca 2000 - Wydawca: Century Media Records              | 47 | –  | 76 | –  |
| 2002                           | Black Light District (EP) - Data: 24 czerwca 2002 - Wydawca: Psychonaut Records  | –  | –  | –  | –  |
| 2003                           | Souvenirs - Data: 24 lutego 2003 - Wydawca: Psychonaut Records                   | 47 | –  | 90 | –  |
| 2006                           | Home - Data: 15 kwietnia 2006 - Wydawca: Noise Records                           | 34 | 58 | –  | –  |
| 2009                           | The West Pole - Data: 12 maja 2009 - Wydawca: Psychonaut Records                 | 98 | –  | –  | –  |
| 2012                           | Disclosure - Data: 12 września 2012 - Wydawca: Psychonaut Records                | –  | –  | –  | –  |
| 2013                           | Afterwords - Data: 25 października 2013 - Wydawca: Psychonaut Records            |    |    |    |    |
| 2022                           | Beautiful Distortion - Data: 29 kwietnia 2022 - Wydawca: Psychonaut Records      |    |    |    |    |
| "—" pozycja nie była notowana. |                                                                                  |    |    |    |    |

### Kompilacje
| 2001                           | Downfall – The Early Years - Data: 22 maja 2001 - Wydawca: Hammerheart Records       | –  |
| 2005                           | Accessories - Data: 22 sierpnia 2005 - Wydawca: Century Media Records                | 73 |
| 2008                           | Sand and Mercury - Data: 25 stycznia 2008 - Wydawca: Century Media Records           |    |
| 2015                           | TG25: Diving Into the Unknown - Data: 26 stycznia 2015 - Wydawca: Psychonaut Records |    |
| 2017                           | Blueprints - Data: 3 lutego 2017 - Wydawca: Psychonaut Records - Format: 2 x CD      |    |
| "—" pozycja nie była notowana. |                                                                                      |    |

### Albumy koncertowe
| 2000                           | Superheat - Data: 25 stycznia 2000 - Wydawca: Century Media Records - Format: CD                                  | –  | –  | –  |
| 2002                           | In motion - Data: 28 października 2002 - Wydawca: Century Media Records - Format: DVD                             | –  | –  | –  |
| 2004                           | Sleepy Buildings - Data: 26 stycznia 2004 - Wydawca: Century Media Records - Format: CD                           | 66 | 93 | 91 |
| 2005                           | A Sound Relief - Data: 2 października 2005 - Wydawca: Psychonaut Records - Format: 2 DVD                          | –  | –  | –  |
| 2007                           | A Noise Severe - Data: 31 października 2007 - Wydawca: Psychonaut Records - Format: 2 DVD, 2 CD                   | –  | –  | –  |
| 2017                           | TG25: Live at Doornroosje - Data: 31 października 2017 - Wydawca: Psychonaut Records - Format: CD, wersja cyfrowa | —  | —  | —  |
| "—" pozycja nie była notowana. | |    |    |    |

### Single
| 1995                           | Strange Machines   | 37 | —  |
| 1996                           | Adrenaline/Leaves  | –  | —  |
| 1997                           | The May Song       | –  | 17 |
| 1997                           | Kevin’s Telescope  | –  | —  |
| 1998                           | Liberty Bell       | –  | —  |
| 2000                           | Rollercoaster      | –  | —  |
| 2000                           | Amity              | –  | —  |
| 2003                           | You Learn About It | –  | —  |
| 2003                           | Monsters           | –  | —  |
| 2006                           | Alone              | –  | –  |
| "—" pozycja nie była notowana. |                    |    |    |

### Dema
| Rok  | Tytuł                                                               |
| ---- | ------------------------------------------------------------------- |
| 1990 | An Imaginary Symphony - Data: 1990 - Wydawca: brak (wydanie własne) |
| 1991 | Moonlight Archer - Data: 1991 - Wydawca: brak (wydanie własne)      |